# Опришківська сільська рада
Опришківська сільська рада — колишній орган місцевого самоврядування у Глобинському районі Полтавської області з центром у селі Опришки. Окрім Опришків раді підпорядковані с. Битакове Озеро та с. Мар'їне. Населення сільської ради на 1 січня 2011 року становить 769 осіб.

## Географія
Площа сільської ради 3978,9 га, 87,3 % території — сільськогосподарські угіддя, 0,9 % лісовкриті площі, 1,2 водойми, 10,6 % інші землі.
Сільська рада межує з Жуківською, Горбівською, Броварківською, Борисівською, Пирогівською сільськими радами та з Глобинською міською радою.
Східною частиною земель сільської ради проходить автомагістраль «Хорол-Кременчук», у народі «Ромодан» — ділянка колишнього Чумацького шляху з Ромадану до Кременчука.
Місцевість рівнинна, клімат помірний з достатньою кількістю тепла і вологи, ґрунти чорноземні.
На території сільської ради протікає річка Сухий Кагамлик, села Опришки та Битакове Озеро розташовані по обидва її береги. Річка Сухий Кагамлик є лівою притокою Дніпра та впадає у Кам'янське водосховище.

## Історія

### Стародавні часи
Село Опришки належить до тих місць, які були заселені ще з давніх часів. Про це свідчать залишки ліпного посуду бронзової доби та могил епохи бронзи, коли Придніпровську низовину заселяли кімерійці та скіфи.
На початку нашої ери територія села входила до розселення стародавнього східнослов'янського племені полян, але поселень цього часу у межах сільської ради не виявленою.

### Київська Русь
У добу середньовіччя ця місцевість займала прикордонне положення між Руськими землями (Переяславське князівство) та Диким Полем, де кочували печеніги, хозари, татари. Про це свідчать гідроніми Кагамлик, Кагамличок (з тюркської «Каган-ерлик» — володіння Кагана) та топоніми села Битакове Озеро — Черкаси, Черкеси (з тюркської «Чири-Киси», «Чири-Киши»- люди воїни). Тому вважають, що село Битакове Озеро було заселене ще за часів набігів на руські землі кочових тюркомовних народів. А виник він як форпост у боротьбі Русі з кочовиками. Географічне положення кутка Черкеси таке, що саме тут була нейтральна земля між Кагамликом та Сулою. Далі за Сулою жили слов'яни, а за річками Кагамлик, Омельник, Псел — кочівники, бо названі гідроніми та майже всі на сході та півдні України — тюркського походження.

### Велике князівство Литовське та козаччина
Постійне поселення на території Опришок з'явилось десь у 14 ст., про що свідчать залишки гончарних виробів до козацької та козацької доби. Землі села та його околиць потрапили до складу Великого князівства Литовського — князя Ольгерда та його сина Володимира. Пізніше після Люблінської унії 1569 року були захоплені польськими феодалами. Полк був не лише військовим підрозділом, але й адміністративною одиницею. Опришки належали до складу Городиської сотні Миргородського полку. У другій половині вісімнадцятого століття Опришки належать до Городиського повіту Київського намісництва.
За переписом 1726 року у селі, яке на той час входило до складу Городиської сотні Миргородського полку, налічувалось 34 двори монастирських селян, якими володів Київський Пустинно-Миколаївський монастир (до 1689 року були вільними). У 1781 році в селі Опришки налічувалось 157 хат; того ж року увійшли до Городиського повіту Київського намісництва. У 1787 році — 562 жителі чоловічої статі (козаки, казенні селяни та кріпаки сотника Григорія Ляховича). У вісімнадцятому столітті була церква, на місці якої 1790 року була споруджена нова дерев'яна Благовіщенська церква з дзвіницею.

### Російська імпрія
З 1789 року Опришки перебували у складі Кременчуцького повіту Катеринославського намісництва, з 1796 року — Кременчуцького повіту Малоросії, з 1802 року — Полтавської губернії. У 1859 році в Опришках — 139 дворів, 1185 жителів.
У 1889 році відкрито нову Благовіщенську дерев'яну церкву з дзвіницею, при якій існували церковна сторожка, церковна бібліотека, церковно-приходська школа, два будинки і лавка; в одному будинку проживав псаломщик, а в іншому священик. Церкві належало 2 десятини землі, священику платили оклад 120 рублів, псаломщику 36 рублів. Священика звали Іван Павлович Комарецький (у сані священика з 1879 року), псаломщики — дякон Василь Петрович Зеленський (у сані з 1890 року) і Дмитро Петрович Махаринський (у сані з 1897 року), церковний староста козак Марко Андрійович Пащенко, заштатний псаломщик Михайло Іванович Миславський.
З другої половини дев'ятнадцятого століття Опришки відносились до Пирогівської волості Кременчуцького повіту. У 1900 році у селі було дві сільські громади (козацька та казенних селян), у яких всього з прилеглими хуторами налічувалось 266 дворів, 1713 жителів. У 1910 році — 209 дворів, 1247 жителів. Посівів — 1202 десятин.

### Радянська влада
Радянську окупація розпочалась у січні 1918 року. У 1923 році Опришки, як центр сільради, увійшли до складу Глобинського району Кременчуцького округу.
У 1926 році — 284 двори, 1339 жителів. По сільській раді, до якої входили села Битакове Озеро з хуторами Бугайцівкою, Відногами, Гнатенківкою, Пащенками, Рудівкою, Таранцівкою — 533 двори, 2600 жителів.

### Голодомор
У 1939 році в Опришківській сільській раді налічувалось 1747 жителів — наслідок голодомору 1932–1933 років.

### Радянсько-німецька війна
У період німецької окупації (12.09.1941 — 26.09.1943 рр.) було спалено частину села, у тому числі приміщення школи, яке знаходилося через дорогу від побудованого наприкінці 60-х років 20 ст. нового приміщення школи.
Під час визволення на території Опришок працювали: 124-й хірургічний пересувний польовий шпиталь (26.09.1943-01.11.1943 р.) та 2710 терапевтичний пересувний польовий шпиталь, на хуторі Битакове Озеро — 5221 інфекційний пересувний польовий шпиталь.
У травні-червні 1942 року було заарештовано активістів. Для розправи над ними німці викопали яму біля залізничного насипу неподалік від хутора Степаненко (нині Черевані). У цій ямі вони їх розстрілювали.
З перших днів після звільнення села від німців, а саме 29 вересня 1943 року, було відправлено до лав Червоної Армії поповнення. Масова мобілізація проводилася 2, 6 та 10 жовтня 1943 року, а потім у січні — лютому 1944 року. Мобілізовані з Опришок поповнили військові підрозділи 69, 80, 97, 95, 66, 110, 13 гвардійських стрілецьких дивізій та 5, 6, 7 і 8 гвардійських повітряно-десантних дивізій.
На фронтах загинули з с. Опришки — 132 чоловіки, з села Битакове Озеро — 40 чоловік, з село Мар'їне — 15, не повернулося 36 остарбайтерів, зникло безвісти 3 чоловки.

### Післявоєнний час
У 1959–1982 роках Опришки входили до складу Пирогівської сільської ради. З 1982 року утворено Опришківську сільську раду.

## Населення
На території Опришківської сільської ради розташовано 3 населені пункти з населенням на 1 січня 2011 року 740 осіб
:
| № | Назва села        | 1726     | 1781    | 1787                | 1859 | 1900                       | 1910 | 1926 | 1939 | 2001 чол. | 2011 чол. |
| - | ----------------- | -------- | ------- | ------------------- | ---- | -------------------------- | ---- | ---- | ---- | --------- | --------- |
| 1 | с. Опришки        | 34 двори | 157 хат | 562 чоловічої статі | 1185 | 1713 з прилеглими хуторами | 1247 | 1339 |      | 804       | 740       |
| 2 | с. Битакове Озеро |          |         |                     |      |                            |      |      |      | 58        | 22        |
| 3 | с. Мар'їне        |          |         |                     |      |                            |      |      |      | 23        | 7         |
|   | всього            |          |         |                     |      |                            |      | 2600 | 1747 | 885       | 769       |

## Влада
- Сільські голови[1]:
Садлівська Тетяна Григорівна.
- 16 депутатів сільської ради[1]:
  1. Балюрко Олексій Олексійович — механізатор ПСПОВ «Колос»
  2. Вакуленко Петро Миколайович — водій ПСПОВ «Колос»
  3. Гончаренко Микола Васильович — інженер по техніці безпеки «Полтавазернопродукт»
  4. Дардак Петро Васильович — одноосібник
  5. Кравченко Лариса Володимирівна — завідувачка відділення зв'язку
  6. Литвиненко Микола Олександрович — агроном — садівник ТОВ «Хлібодар»
  7. Литвиненко Світлана Андріївна — секретар Опришківської сільської ради
  8. Литвиненко Світлана Володимирівна — спеціаліст — землевпорядник Опришківської сільської ради
  9. Лисенко Наталія Володимирівна — учитель Опришківської ЗОШ І-ІІІ ст.
  10. Новицький Олександр Михайлович — учитель Опришківської ЗОШ І-ІІІ ст.
  11. Садлівський Ігор Вікторович — приватний підприємець
  12. Синельник Олена Миколаївна — спеціаліст Глобинська РДА
  13. Синельник Юрій Васильович — зоотехнік Глобинський свинокомплекс
  14. Скрипніченко Лариса Миколаївна — продавець ПСПОВ «Колос»
  15. Хоменко Василь Леонідович — водій ПСПОВ «Колос»
  16. Черненко Катерина Олексіївна — бухгалтер СФГ «Телик»

## Економіка
Виробнича спеціалізація підприємств розташованих на території Опришківської сільської ради: вирощування зернових та технічних культур. Провідні підприємства:
| № | Назва підприємства | П. І. Б. керівника            | Вид діяльності                            |
| - | ------------------ | ----------------------------- | ----------------------------------------- |
| 1 | ПСПОВ «Колос»      | Крюк Віктор Кузьмич           | вирощування зернових та технічних культур |
| 2 | СФГ «Лариса»       | Аврамчук Володимир Григорович | Фермерське господарство                   |
| 3 | СФГ «Бета»         | Бугаєць Сергій Іванович       | Фермерське господарство                   |
| 4 | СФГ «Озерне»       | Кононенко Ганна Григорівна    | Фермерське господарство                   |

## Освіта
Працюють:
- Опришківська загальноосвітня школа І-ІІІ ст.
- дитячий навчальний заклад «Сонечко»

## Медицина
На території сільради діє Опришківська лікарська амбулаторія.

## Культура
Заклади культури:
- сільський будинок культури;
- бібліотека
- сільський стадіон

## Архітектурні, історичні та археологічні пам'ятки
На території сільської ради знаходяться 4 скіфські могили. У центрі села Опришки встановлено пам'ятник воїнам Радянської Армії і воїнам — односельцям, що загинули у роки Великої Вітчизняної війни.

## Особистості
- Олександр Таранець (уродженець с. Битакове Озеро) — народний артист України
- Комарецький О. І. — заслужений лікар України
- Бугаєць Анатолій Васильович — кандидат історичних наук, полковник у відставці, військовий журналіст;
- Бугаєць Анатолій Олександрович — Герой України, народний депутат 5 скликання, генеральний директор АТ «Турбоатом» м. Харків;
- Шакун Василь Іванович — Генерал МВС, доктор юридичних наук, професор;
- Черепанов Іван Федорович — лектор товариства «Знання» при Києво-Печерському державному історично культурному заповіднику, автор 30 робіт.